# فهرست شهرهای ایالات متحده آمریکا بر پایه جمعیت
این مقاله فهرستی از شهرهای پرجمعیت ایالات متحدهٔ آمریکا است.

## فهرست
پایتخت‌های ایالات پررنگ ذکر شده‌اند.
| رتبه | شهر              | ایالت           | جمعیت (۲۰۲۲) | مساحت (کیلومتر مربع، تاریخ ۲۰۲۲) | تراکم جمعیت (بر مایل مربع، تاریخ ۲۰۱۴) |
| ---- | ---------------- | --------------- | ------------ | -------------------------------- | -------------------------------------- |
| ۱    | نیویورک          | نیویورک         | ۹٬۶۵۸٬۰۱۲    | ۸۲۹                              | ۳۱٬۰۰۱۵٬۰                              |
| ۲    | لس آنجلس         | کالیفرنیا       | ۶٬۱۸۵٬۶۳۹    | ۱۲۰۰                             | ۸٬۰۹۱٫۸                                |
| ۳    | شیکاگو           | ایلینوی         | ۵٬۸۹۸٬۰۰۱    | ۷ ۲۲۷٫۶                          | ۱۱٬۸۴۳٫۶                               |
| ۴    | هیوستون          | تگزاس           | ۵٬۱۲۸٬۷۶۵    | ۵۹۹٫۶                            | ۳٬۵۰۱٫۴                                |
| ۵    | فیلادلفیا        | پنسیلوانیا      | ۴٬۷۳۲٬۰۱۳    | ۵۱۶٫۷                            | ۲٬۷۹۷٫۸                                |
| ۶    | فینیکس           | آریزونا         | ۴٬۱۱۱٬۹۹۴    | ۱۳۴٫۱                            | ۱۱٬۳۷۹٫۶                               |
| ۷    | سن آنتونیو       | تگزاس           | ۳٬۴۷۵٬۱۳۸    | ۴۶۰٫۹                            | ۲٬۸۸۰٫۰                                |
| ۸    | سن دیگو          | کالیفرنیا       | ۲٬۹۸۹٬۹۹۲    | ۳۴۰٫۵                            | ۳٬۵۱۷٫۸                                |
| ۹    | دالاس            | تگزاس           | ۲٬۶۹۸٬۸۶۵    | ۳۲۵٫۲                            | ۴٬۰۲۰٫۳                                |
| ۱۰   | سن‌خوزه           | کالیفرنیا       | ۲٬۳۱۲٬۸۹۲    | ۲۹۷٫۹                            | ۲٬۶۵۳٫۲                                |
| ۱۱   | آستین            | تگزاس           | ۱٬۹۸۴٬۱۳۲    | ۱۳۸٫۸                            | ۵٬۱۴۲٫۵                                |
| ۱۲   | جکسون‌ویل         | فلوریدا         | ۱٬۶۶۸٬۵۴۳    | ۲۹۷٫۷                            | ۲٬۴۵۶٫۹                                |
| ۱۳   | سانفرانسیسکو     | کالیفرنیا       | ۱٬۵۵۸٬۳۱۰    | ۳۳۹٫۸                            | ۲٬۱۸۱٫۳                                |
| ۱۴   | ایندیاناپلیس     | ایندیانا        | ۱٬۵۵۱٬۱۲۸    | ۲۵۵٫۲                            | ۲٬۵۴۳٫۶                                |
| ۱۵   | کلمبوس           | جورجیا          | ۱٬۵۱۹٬۱۲۹    | ۳۱۵٫۱                            | ۲٬۰۵۳٫۰                                |
| ۱۶   | میامی            | فلوریدا         | ۱۲۲۱۸۷۵      | ۱۷۶٫۵                            | ۵٬۳۵۹٫۴                                |
| ۱۷   | سیاتل [h]        | واشینگتن        | ۱٬۲۲۱٬۶۵۹    | ۷۴۷٫۰                            | ۱٬۱۰۰٫۱                                |
| ۱۸   | اکلاهما سیتی[g]  | اکلاهما         | ۱٬۰۰۹٬۵۴۱    | ۳۶۱٫۴                            | ۲٬۲۷۰٫۲                                |
| ۱۹   | سالت لیک سیتی    | یوتا            | ۹۹۶٬۵۹۸      | ۴۶٫۹                             | ۱۷٬۱۶۹٫۲                               |
| ۲۰   | دیترویت          | میشیگان         | ۹۱۳٬۹۱۹      | ۲۱۷٫۲                            | ۳٬۶۲۳٫۵                                |
| ۲۱   | بالتیمور         | مریلند          | ۸۶۵٬۹۱۳      | ۸۰٫۹                             | ۷٬۶۷۵٫۷                                |
| ۲۲   | بوستون           | ماساچوست        | ۷۸۶٬۳۱۹      | ۴۸٫۳                             | ۱۲٬۷۸۶٫۶                               |
| ۲۳   | سیاتل            | واشینگتن        | ۶۵۳٬۹۰۶      | ۸۳٫۹                             | ۷٬۲۵۴٫۶                                |
| ۲۴   | واشینگتن دی.سی.  | واشینگتن دی.سی. | ۶۵۳٬۹۰۵      | ۶۱٫۰                             | ۹٬۸۶۴٫۳                                |
| ۲۵   | نشویل [g]        | تنسی            | ۵۹۸٬۸۷۵      | ۴۷۵٫۱                            | ۱٬۲۶۵٫۵                                |
| ۲۶   | دنور             | کلرادو          | ۶۰۰٬۱۵۸      | ۱۵۳٫۰                            | ۳٬۹۲۲٫۶                                |
| ۲۷   | لویی‌ویل [g]      | کنتاکی          | ۵۹۷٬۳۳۷      | ۳۲۵٫۲                            | ۱٬۸۳۶٫۸                                |
| ۲۸   | میلواکی          | ویسکانسین       | ۵۹۴٬۸۳۳      | ۹۶٫۱                             | ۶٬۱۸۹٫۷                                |
| ۲۹   | پورتلند          | اورگن           | ۵۸۳٬۷۷۶      | ۱۳۴٫۳                            | ۴٬۳۴۶٫۸                                |
| ۳۰   | لاس وگاس         | نوادا           | ۵۸۳٬۷۵۶      | ۱۳۵٫۸                            | ۴٬۲۹۸٫۶                                |
| ۳۱   | اکلاهما سیتی     | اکلاهما         | ۵۷۹٬۹۹۹      | ۶۰۶٫۴                            | ۹۵۶٫۵                                  |
| ۳۲   | آلبوکرکی         | نیومکزیکو       | ۵۴۵٬۸۵۲      | ۱۸۷٫۷                            | ۲٬۹۰۸٫۱                                |
| ۳۳   | توسان            | آریزونا         | ۵۲۰٬۱۱۶      | ۲۲۶٫۷                            | ۲٬۲۹۴٫۳                                |
| ۳۴   | فرزنو            | کالیفرنیا       | ۴۹۴٬۶۶۵      | ۱۱۲٫۰                            | ۴٬۴۱۶٫۷                                |
| ۳۵   | ساکرامنتو        | کالیفرنیا       | ۴۶۶٬۴۸۸      | ۹۷٫۹                             | ۴٬۷۶۴٫۹                                |
| ۳۶   | لانگ بیچ         | کالیفرنیا       | ۴۶۲٬۲۵۷      | ۵۰٫۳                             | ۹٬۱۹۰٫۰                                |
| ۳۷   | کانزاس‌سیتی       | میزوری          | ۴۵۹٬۷۸۷      | ۳۱۵٫۰                            | ۱٬۴۵۹٫۶                                |
| ۳۸   | میزا             | آریزونا         | ۴۳۹٬۰۴۱      | ۱۳۶٫۵                            | ۳٬۲۱۶٫۴                                |
| ۳۹   | ویرجینیابیچ [e]  | ویرجینیا        | ۴۳۷٬۹۹۴      | ۲۴۹٫۰                            | ۱٬۷۵۹٫۰                                |
| ۴۰   | آتلانتا          | جورجیا          | ۴۲۰٬۰۰۳      | ۱۳۳٫۲                            | ۳٬۱۵۳٫۲                                |
| ۴۱   | کلرادو اسپرینگز  | کلرادو          | ۴۱۶٬۴۲۷      | ۱۹۴٫۵                            | ۲٬۱۴۱٫۰                                |
| ۴۲   | اوماها           | نبراسکا         | ۴۰۸٬۹۵۸      | ۱۲۷٫۱                            | ۳٬۲۱۷٫۶                                |
| ۴۳   | رالی             | کارولینای شمالی | ۴۰۳٬۸۹۲      | ۱۴۲٫۹                            | ۲٬۸۲۶٫۴                                |
| ۴۴   | میامی            | فلوریدا         | ۳۹۹٬۴۵۷      | ۳۵٫۹                             | ۱۱٬۱۲۶٫۹                               |
| ۴۵   | کلیولند          | اوهایو          | ۳۹۶٬۸۱۵      | ۷۷٫۷                             | ۵٬۱۰۷٫۰                                |
| ۴۶   | تالسا            | اکلاهما         | ۳۹۱٬۹۰۶      | ۱۹۶٫۸                            | ۱٬۹۹۱٫۴                                |
| ۴۷   | اوکلند           | کالیفرنیا       | ۳۹۰٬۷۲۴      | ۵۵٫۸                             | ۷٬۰۰۲٫۲                                |
| ۴۸   | مینیاپولیس       | مینه‌سوتا        | ۳۸۲٬۵۷۸      | ۵۴٫۰                             | ۷٬۰۸۴٫۸                                |
| ۴۹   | ویچیتا           | کانزاس          | ۳۸۲٬۳۶۸      | ۱۵۹٫۳                            | ۲٬۴۰۰٫۳                                |
| ۵۰   | آرلینگتون        | تگزاس           | ۳۶۵٬۴۳۸      | ۹۵٫۹                             | ۳٬۸۱۰٫۶                                |
| ۵۱   | بیکرزفیلد        | کالیفرنیا       | ۳۴۷٬۴۸۳      | ۱۴۲٫۲                            | ۲٬۴۴۳٫۶                                |
| ۵۲   | نیواورلئان       | لوئیزیانا       | ۳۴۳٬۸۲۹      | ۱۶۹٫۴                            | ۲٬۰۲۹٫۷                                |
| ۵۳   | هونولولو [b]     | هاوائی          | ۳۳۷٬۲۵۶      | ۶۰٫۵                             | ۵٬۵۷۴٫۵                                |
| ۵۴   | آناهایم          | کالیفرنیا       | ۳۳۶٬۲۶۵      | ۴۹٫۸                             | ۶٬۷۵۲٫۳                                |
| ۵۵   | تمپا             | فلوریدا         | ۳۳۵٬۷۰۹      | ۱۱۳٫۴                            | ۲٬۹۶۰٫۴                                |
| ۵۶   | آرورا            | کلرادو          | ۳۲۵٬۰۷۸      | ۱۵۴٫۷                            | ۲٬۱۰۱٫۳                                |
| ۵۷   | سانتا آنا        | کالیفرنیا       | ۳۲۴٬۵۲۸      | ۲۷٫۳                             | ۱۱٬۸۸۷٫۵                               |
| ۵۸   | سنت لوئیس [d]    | میزوری          | ۳۱۹٬۲۹۴      | ۶۱٫۹                             | ۵٬۱۵۸٫۲                                |
| ۵۹   | پیتسبرگ          | پنسیلوانیا      | ۳۰۵٬۷۰۴      | ۵۵٫۴                             | ۵٬۵۱۸٫۱                                |
| ۶۰   | کورپس‌کریستی      | تگزاس           | ۳۰۵٬۲۱۵      | ۱۶۰٫۶                            | ۱٬۹۰۰٫۵                                |
| ۶۱   | ریورساید         | کالیفرنیا       | ۳۰۳٬۸۷۱      | ۸۱٫۱                             | ۳٬۷۴۶٫۹                                |
| ۶۲   | سینسیناتی        | اوهایو          | ۲۹۶٬۹۴۳      | ۷۷٫۹                             | ۳٬۸۱۱٫۸                                |
| ۶۳   | لکسینگتون        | کنتاکی          | ۲۹۵٬۸۰۳      | ۲۸۳٫۶                            | ۱٬۰۴۳٫۰                                |
| ۶۴   | انکوریج          | آلاسکا          | ۲۹۱٬۸۲۶      | ۱٬۷۰۴٫۷                          | ۱۷۱٫۲                                  |
| ۶۵   | استاکتون         | کالیفرنیا       | ۲۹۱٬۷۰۷      | ۶۱٫۷                             | ۴٬۷۲۷٫۸                                |
| ۶۶   | تولیدو           | اوهایو          | ۲۸۷٬۲۰۸      | ۸۰٫۷                             | ۳٬۵۵۹٫۰                                |
| ۶۷   | سینت پال         | مینه‌سوتا        | ۲۸۵٬۰۶۸      | ۵۲٫۰                             | ۵٬۴۸۲٫۱                                |
| ۶۸   | نیوآرک           | نیوجرسی         | ۲۷۷٬۱۴۰      | ۲۴٫۲                             | ۱۱٬۴۵۲٫۱                               |
| ۶۹   | گرینزبورو        | کارولینای شمالی | ۲۶۹٬۶۶۶      | ۱۲۶٫۵                            | ۲٬۱۳۱٫۷                                |
| ۷۰   | بوفالو           | نیویورک         | ۲۶۱٬۳۱۰      | ۴۰٫۴                             | ۶٬۴۶۸٫۱                                |
| ۷۱   | پلینو            | تگزاس           | ۲۵۹٬۸۴۱      | ۷۱٫۶                             | ۳٬۶۲۹٫۱                                |
| ۷۲   | لینکلن           | نبراسکا         | ۲۵۸٬۳۷۹      | ۸۹٫۱                             | ۲٬۸۹۹٫۹                                |
| ۷۳   | هندرسون          | نوادا           | ۲۵۷٬۷۲۹      | ۱۰۷٫۷                            | ۲٬۳۹۳٫۰                                |
| ۷۴   | فورت‌وین          | ایندیانا        | ۲۵۳٬۶۹۱      | ۱۱۰٫۶                            | ۲٬۲۹۳٫۸                                |
| ۷۵   | جرزی سیتی        | نیوجرسی         | ۲۴۷٬۵۹۷      | ۱۴٫۸                             | ۱۶٬۷۲۹٫۵                               |
| ۷۶   | سن پترزبورگ      | فلوریدا         | ۲۴۴٬۷۶۹      | ۶۱٫۷                             | ۳٬۹۶۷٫۱                                |
| ۷۷   | چولا ویستا       | کالیفرنیا       | ۲۴۳٬۹۱۶      | ۴۹٫۶                             | ۴٬۹۱۷٫۷                                |
| ۷۸   | نورفٔک [e]        | ویرجینیا        | ۲۴۲٬۸۰۳      | ۵۴٫۱                             | ۴٬۴۸۸٫۰                                |
| ۷۹   | اورلاندو         | فلوریدا         | ۲۳۸٬۳۰۰      | ۱۰۲٫۴                            | ۲٬۳۲۷٫۱                                |
| ۸۰   | چندلر            | آریزونا         | ۲۳۶٬۱۲۳      | ۶۴٫۴                             | ۳٬۶۶۶٫۵                                |
| ۸۱   | لاریدو           | تگزاس           | ۲۳۶٬۰۹۱      | ۸۸٫۹                             | ۲٬۶۵۵٫۷                                |
| ۸۲   | مدیسن            | ویسکانسین       | ۲۳۳٬۲۰۹      | ۷۶٫۸                             | ۳٬۰۳۶٫۶                                |
| ۸۳   | وینستون-سیلم     | کارولینای شمالی | ۲۲۹٬۶۱۷      | ۱۳۲٫۴                            | ۱٬۷۳۴٫۳                                |
| ۸۴   | لابک             | تگزاس           | ۲۲۹٬۵۷۳      | ۱۲۲٫۴                            | ۱٬۸۷۵٫۶                                |
| ۸۵   | بتن‌روژ           | لوئیزیانا       | ۲۲۹٬۴۹۳      | ۷۶٫۹                             | ۲٬۹۸۴٫۳                                |
| ۸۶   | دورهام           | کارولینای شمالی | ۲۲۸٬۳۳۰      | ۱۰۷٫۴                            | ۲٬۱۲۶٫۰                                |
| ۸۷   | گارلند           | تگزاس           | ۲۲۶٬۸۷۶      | ۵۷٫۱                             | ۳٬۹۷۳٫۳                                |
| ۸۸   | گلندیل           | آریزونا         | ۲۲۶٬۷۲۱      | ۶۰٫۰                             | ۳٬۷۷۸٫۷                                |
| ۸۹   | رینو             | نوادا           | ۲۲۵٬۲۲۱      | ۱۰۳٫۰                            | ۲٬۱۸۶٫۶                                |
| ۹۰   | هیالیا           | فلوریدا         | ۲۲۴٬۶۶۹      | ۲۱٫۵                             | ۱۰٬۴۴۹٫۷                               |
| ۹۱   | چساپیک [e]       | ویرجینیا        | ۲۲۲٬۲۰۹      | ۳۴۰٫۸                            | ۶۵۲٫۰                                  |
| ۹۲   | اسکاتس‌دیل        | آریزونا         | ۲۱۷٬۳۸۵      | ۱۸۳٫۹                            | ۱٬۱۸۲٫۱                                |
| ۹۳   | لاس وگاس شمالی   | نوادا           | ۲۱۶٬۹۶۱      | ۱۰۱٫۳                            | ۲٬۱۴۱٫۸                                |
| ۹۴   | ایروینگ          | تگزاس           | ۲۱۶٬۲۹۰      | ۶۷٫۰                             | ۳٬۲۲۸٫۲                                |
| ۹۵   | فریمانت          | کالیفرنیا       | ۲۱۴٬۰۸۹      | ۷۷٫۵                             | ۲٬۷۶۲٫۴                                |
| ۹۶   | ارواین           | کالیفرنیا       | ۲۱۲٬۳۷۵      | ۶۶٫۱                             | ۳٬۲۱۲٫۹                                |
| ۹۷   | برمینگم          | آلاباما         | ۲۱۲٬۲۳۷      | ۱۴۶٫۱                            | ۱٬۴۵۲٫۷                                |
| ۹۸   | راچستر           | نیویورک         | ۲۱۰٬۵۶۵      | ۳۵٫۸                             | ۵٬۸۸۱٫۷                                |
| ۹۹   | سن برناردینو     | کالیفرنیا       | ۲۰۹٬۹۲۴      | ۵۹٫۲                             | ۳٬۵۴۶٫۰                                |
| ۱۰۰  | اسپوکن           | واشینگتن        | ۲۰۸٬۹۱۶      | ۵۹٫۲                             | ۳٬۵۲۹٫۰                                |
| ۱۰۱  | گیلبرت           | آریزونا         | ۲۰۸٬۴۵۳      | ۶۸٫۰                             | ۳٬۰۶۵٫۵                                |
| ۱۰۲  | آرلینگتون [c]    | ویرجینیا        | ۲۰۷٬۶۲۷      | ۲۶٫۰                             | ۷٬۹۸۵٫۷                                |
| ۱۰۳  | مانتگامری        | آلاباما         | ۲۰۵٬۷۶۴      | ۱۵۹٫۶                            | ۱٬۲۸۹٫۲                                |
| ۱۰۴  | بویزی            | آیداهو          | ۲۰۵٬۶۷۱      | ۷۹٫۴                             | ۲٬۵۹۰٫۳                                |
| ۱۰۵  | ریچموند [e]      | ویرجینیا        | ۲۰۴٬۲۱۴      | ۵۹٫۸                             | ۳٬۴۱۴٫۹                                |
| ۱۰۶  | دموین            | آیووا           | ۲۰۳٬۴۳۳      | ۸۰٫۹                             | ۲٬۵۱۴٫۶                                |
| ۱۰۷  | مودستو           | کالیفرنیا       | ۲۰۱٬۱۶۵      | ۳۶٫۹                             | ۵٬۴۵۱٫۶                                |
| ۱۰۸  | فایتویل          | کارولینای شمالی | ۲۰۰٬۶۵۴      | ۱۴۵٫۸                            | ۱٬۳۷۶٫۲                                |
| ۱۰۹  | شریوپورت         | لوئیزیانا       | ۱۹۹٬۳۱۱      | ۱۰۵٫۴                            | ۱٬۸۹۱٫۰                                |
| ۱۱۰  | اکران            | اوهایو          | ۱۹۹٬۱۱۰      | ۶۲٫۰                             | ۳٬۲۱۱٫۵                                |
| ۱۱۱  | تاکوما           | واشینگتن        | ۱۹۸٬۳۹۷      | ۴۹٫۷                             | ۳٬۹۹۱٫۹                                |
| ۱۱۲  | آرورا            | ایلینوی         | ۱۹۷٬۸۹۹      | ۴۴٫۹                             | ۴٬۴۰۷٫۶                                |
| ۱۱۳  | آکسنارد          | کالیفرنیا       | ۱۹۷٬۸۹۹      | ۲۶٫۹                             | ۷٬۳۵۶٫۸                                |
| ۱۱۴  | فونتانا          | کالیفرنیا       | ۱۹۶٬۰۶۹      | ۴۲٫۴                             | ۴٬۶۲۴٫۳                                |
| ۱۱۵  | یانکرز           | نیویورک         | ۱۹۵٬۹۷۶      | ۱۸٫۰                             | ۱۰٬۸۸۷٫۶                               |
| ۱۱۶  | آگوستا [g]       | جورجیا          | ۱۹۵٬۸۴۴      | ۳۰۲٫۵                            | ۶۴۷٫۴                                  |
| ۱۱۷  | موبیل            | آلاباما         | ۱۹۵٬۱۱۱      | ۱۳۹٫۱                            | ۱٬۴۰۲٫۷                                |
| ۱۱۸  | لیتل راک         | آرکانزاس        | ۱۹۳٬۵۲۴      | ۱۱۹٫۲                            | ۱٬۶۲۳٫۵                                |
| ۱۱۹  | مورنو ولی        | کالیفرنیا       | ۱۹۳٬۳۶۵      | ۵۱٫۳                             | ۳٬۷۶۹٫۳                                |
| ۱۲۰  | گلندیل           | کالیفرنیا       | ۱۹۱٬۷۱۹      | ۳۰٫۵                             | ۶٬۲۸۵٫۹                                |
| ۱۲۱  | آماریلو          | تگزاس           | ۱۹۰٬۶۹۵      | ۹۹٫۵                             | ۱٬۹۱۶٫۵                                |
| ۱۲۲  | هانتینگتون بیچ   | کالیفرنیا       | ۱۸۹٬۹۹۲      | ۲۶٫۷                             | ۷٬۱۱۵٫۸                                |
| ۱۲۳  | کلمبوس           | جورجیا          | ۱۸۹٬۸۸۵      | ۲۱۶٫۴                            | ۸۷۷٫۵                                  |
| ۱۲۴  | گرند رپیدز       | میشیگان         | ۱۸۸٬۰۴۰      | ۴۴٫۴                             | ۴٬۲۳۵٫۱                                |
| ۱۲۵  | سالت لیک سیتی    | یوتا            | ۱۸۶٬۴۴۰      | ۱۱۱٫۱                            | ۱٬۶۷۸٫۱                                |
| ۱۲۶  | تالاهاسی         | فلوریدا         | ۱۸۱٬۳۷۶      | ۱۰۰٫۲                            | ۱٬۸۱۰٫۱                                |
| ۱۲۷  | ووستر            | ماساچوست        | ۱۸۱٬۰۴۵      | ۳۷٫۴                             | ۴٬۸۴۰٫۸                                |
| ۱۲۸  | نیوپورت نیوز [e] | ویرجینیا        | ۱۸۰٬۷۱۹      | ۶۸٫۷                             | ۲٬۶۳۰٫۶                                |
| ۱۲۹  | هانتسویل         | آلاباما         | ۱۸۰٬۱۰۵      | ۲۰۹٫۱                            | ۸۶۱٫۳                                  |
| ۱۳۰  | ناکسویل          | تنسی            | ۱۷۸٬۸۷۴      | ۹۸٫۵                             | ۱٬۸۱۶٫۰                                |
| ۱۳۱  | پراویدنس         | رود آیلند       | ۱۷۸٬۰۴۲      | ۱۸٫۴                             | ۹٬۶۷۶٫۲                                |
| ۱۳۲  | سانتا کلاریتا    | کالیفرنیا       | ۱۷۶٬۳۲۰      | ۵۲٫۷                             | ۳٬۳۴۵٫۷                                |
| ۱۳۳  | گرند پریری       | تگزاس           | ۱۷۵٬۳۹۶      | ۷۲٫۱                             | ۲٬۴۳۲٫۷                                |
| ۱۳۴  | براونزویل        | تگزاس           | ۱۷۵٬۰۲۳      | ۱۳۲٫۳                            | ۱٬۳۲۲٫۹                                |
| ۱۳۵  | جکسون            | میسیسیپی        | ۱۷۳٬۵۱۴      | ۱۱۱٫۰                            | ۱٬۵۶۳٫۲                                |
| ۱۳۶  | اوورلند پارک     | کانزاس          | ۱۷۳٬۳۷۲      | ۷۴٫۸                             | ۲٬۳۱۷٫۸                                |
| ۱۳۷  | گاردن گروو       | کالیفرنیا       | ۱۷۰٬۸۸۳      | ۱۷٫۹                             | ۹٬۵۴۶٫۵                                |
| ۱۳۸  | سانتا روزا       | کالیفرنیا       | ۱۶۷٬۸۱۵      | ۴۱٫۳                             | ۴٬۰۶۳٫۳                                |
| ۱۳۹  | چاتانوگا         | تنسی            | ۱۶۷٬۶۷۴      | ۱۳۷٫۲                            | ۱٬۲۲۲٫۱                                |
| ۱۴۰  | اوشن ساید        | کالیفرنیا       | ۱۶۷٬۰۸۶      | ۴۱٫۲                             | ۴٬۰۵۵٫۵                                |
| ۱۴۱  | فورت لادردیل     | فلوریدا         | ۱۶۵٬۵۲۱      | ۳۴٫۸                             | ۴٬۷۵۶٫۴                                |
| ۱۴۲  | رانچو کوکامونگا  | کالیفرنیا       | ۱۶۵٬۲۶۹      | ۳۹٫۹                             | ۴٬۱۴۲٫۱                                |
| ۱۴۳  | پورت سنت لوسی    | فلوریدا         | ۱۶۴٬۶۰۳      | ۱۱۴٫۰                            | ۱٬۴۴۳٫۹                                |
| ۱۴۴  | اونتاریو         | کالیفرنیا       | ۱۶۳٬۹۲۴      | ۴۹٫۹                             | ۳٬۲۸۵٫۱                                |
| ۱۴۵  | ونکوور           | واشینگتن        | ۱۶۱٬۷۹۱      | ۴۶٫۵                             | ۳٬۴۷۹٫۴                                |
| ۱۴۶  | تمپی             | آریزونا         | ۱۶۱٬۷۱۹      | ۳۹٫۹                             | ۴٬۰۵۳٫۱                                |
| ۱۴۷  | اسپرینگفیلد      | میزوری          | ۱۵۹٬۴۹۸      | ۸۱٫۷                             | ۱٬۹۵۲٫۲                                |
| ۱۴۸  | لنکستر           | کالیفرنیا       | ۱۵۶٬۶۳۳      | ۹۴٫۳                             | ۱٬۶۶۱٫۰                                |
| ۱۴۹  | یوجین            | اورگن           | ۱۵۶٬۱۸۵      | ۴۳٫۷                             | ۳٬۵۷۴٫۰                                |
| ۱۵۰  | پمبروک پاینز     | فلوریدا         | ۱۵۴٬۷۵۰      | ۳۳٫۱                             | ۴٬۶۷۵٫۲                                |
| ۱۵۱  | سیلم             | اورگن           | ۱۵۴٬۶۳۷      | ۴۷٫۹                             | ۳٬۲۲۸٫۳                                |
| ۱۵۲  | کیپ کورال        | فلوریدا         | ۱۵۴٬۳۰۵      | ۱۰۵٫۷                            | ۱٬۴۵۹٫۸                                |
| ۱۵۳  | پیوریا           | آریزونا         | ۱۵۴٬۰۶۵      | ۱۷۴٫۴                            | ۸۸۳٫۴                                  |
| ۱۵۴  | سو فالز          | داکوتای جنوبی   | ۱۵۳٬۸۸۸      | ۷۳٫۰                             | ۲٬۱۰۸٫۱                                |
| ۱۵۵  | اسپرینگفیلد      | ماساچوست        | ۱۵۳٬۰۶۰      | ۳۱٫۹                             | ۴٬۷۹۸٫۱                                |
| ۱۵۶  | ال کگروو         | کالیفرنیا       | ۱۵۳٬۰۱۵      | ۴۲٫۲                             | ۳٬۶۲۵٫۹                                |
| ۱۵۷  | راک‌فورد          | ایلینوی         | ۱۵۲٬۸۷۱      | ۶۱٫۱                             | ۲٬۵۰۲٫۰                                |
| ۱۵۸  | پام دیل          | کالیفرنیا       | ۱۵۲٬۷۵۰      | ۱۰۶٫۰                            | ۱٬۴۴۱٫۰                                |
| ۱۵۹  | کورونا           | کالیفرنیا       | ۱۵۲٬۳۷۴      | ۳۸٫۸                             | ۳٬۹۲۷٫۲                                |
| ۱۶۰  | سالیناس          | کالیفرنیا       | ۱۵۰٬۴۴۱      | ۲۳٫۲                             | ۶٬۴۸۴٫۵                                |
| ۱۶۱  | پومونا           | کالیفرنیا       | ۱۴۹٬۰۵۸      | ۲۳٫۰                             | ۶٬۴۸۰٫۸                                |
| ۱۶۲  | پاسادنا          | تگزاس           | ۱۴۹٬۰۴۳      | ۴۲٫۸                             | ۳٬۴۸۲٫۳                                |
| ۱۶۳  | جولیت            | ایلینوی         | ۱۴۷٬۴۳۳      | ۶۲٫۱                             | ۲٬۳۷۴٫۱                                |
| ۱۶۴  | پترسون           | نیوجرسی         | ۱۴۶٬۱۹۹      | ۸٫۴                              | ۱۷٬۴۰۴٫۶                               |
| ۱۶۵  | کانزاس           | کانزاس          | ۱۴۵٬۷۸۶      | ۱۲۴٫۸                            | ۱٬۱۶۸٫۲                                |
| ۱۶۶  | تورنس            | کالیفرنیا       | ۱۴۵٬۴۳۸      | ۲۰٫۵                             | ۷٬۰۹۴٫۵                                |
| ۱۶۷  | سیراکیوس         | نیویورک         | ۱۴۵٬۱۷۰      | ۲۵٫۰                             | ۵٬۸۰۶٫۸                                |
| ۱۶۸  | بریجپورت         | کنتیکت          | ۱۴۴٬۲۲۹      | ۱۶٫۰                             | ۹٬۰۱۴٫۳                                |
| ۱۶۹  | هیوارد           | کالیفرنیا       | ۱۴۴٬۱۸۶      | ۴۵٫۳                             | ۳٬۱۸۲٫۹                                |
| ۱۷۰  | فورت کالینز      | کلرادو          | ۱۴۳٬۹۸۶      | ۵۴٫۳                             | ۲٬۶۵۱٫۷                                |
| ۱۷۱  | اسکاندیدو        | کالیفرنیا       | ۱۴۳٬۹۱۱      | ۳۶٫۸                             | ۳٬۹۱۰٫۶                                |
| ۱۷۲  | لیکوود           | کلرادو          | ۱۴۲٬۹۸۰      | ۴۲٫۹                             | ۳٬۳۳۲٫۹                                |
| ۱۷۳  | ناپرویل          | ایلینوی         | ۱۴۱٬۸۵۳      | ۳۸٫۸                             | ۳٬۶۵۶٫۰                                |
| ۱۷۴  | دیتون            | اوهایو          | ۱۴۱٬۵۲۷      | ۵۵٫۷                             | ۲٬۵۴۰٫۹                                |
| ۱۷۵  | هالیوود          | فلوریدا         | ۱۴۰٬۷۶۸      | ۲۷٫۴                             | ۵٬۱۳۷٫۵                                |
| ۱۷۶  | سانی‌ویل          | کالیفرنیا       | ۱۴۰٬۰۸۱      | ۲۲٫۰                             | ۶٬۳۶۷٫۳                                |
| ۱۷۷  | الکساندریا [f]   | ویرجینیا        | ۱۳۹٬۹۶۶      | ۱۵٫۰                             | ۹٬۳۳۱٫۱                                |
| ۱۷۸  | مسکیت            | تگزاس           | ۱۳۹٬۸۲۴      | ۴۶٫۰                             | ۳٬۰۳۹٫۷                                |
| ۱۷۹  | همپتون [f]       | ویرجینیا        | ۱۳۷٬۴۳۶      | ۵۱٫۴                             | ۲٬۶۷۳٫۹                                |
| ۱۸۰  | پاسادینا         | کالیفرنیا       | ۱۳۷٬۱۲۲      | ۲۳٫۰                             | ۵٬۹۶۱٫۸                                |
| ۱۸۱  | اورنج            | کالیفرنیا       | ۱۳۶٬۴۱۶      | ۲۴٫۸                             | ۵٬۵۰۰٫۶                                |
| ۱۸۲  | ساوانا           | جورجیا          | ۱۳۶٬۲۸۶      | ۱۰۳٫۲                            | ۱٬۳۲۰٫۶                                |
| ۱۸۳  | کری              | کارولینای شمالی | ۱۳۵٬۲۳۴      | ۵۴٫۳                             | ۲٬۴۹۰٫۵                                |
| ۱۸۴  | فولرتون          | کالیفرنیا       | ۱۳۵٬۱۶۱      | ۲۲٫۴                             | ۶٬۰۳۴٫۰                                |
| ۱۸۵  | وارن             | میشیگان         | ۱۳۴٬۰۵۶      | ۳۴٫۴                             | ۳٬۸۹۷٫۰                                |
| ۱۸۶  | کلارک‌اسویل       | تنسی            | ۱۳۲٬۹۲۹      | ۹۷٫۶                             | ۱٬۳۶۲٫۰                                |
| ۱۸۷  | مک‌کینی           | تگزاس           | ۱۳۱٬۱۱۷      | ۶۲٫۲                             | ۲٬۱۰۸٫۰                                |
| ۱۸۸  | مک‌آلن            | تگزاس           | ۱۲۹٬۸۷۷      | ۴۸٫۳                             | ۲٬۶۸۹٫۰                                |
| ۱۸۹  | نیوهیون          | کنتیکت          | ۱۲۹٬۷۷۹      | ۱۸٫۷                             | ۶٬۹۴۰٫۱                                |
| ۱۹۰  | استرلینگ هایتس   | میشیگان         | ۱۲۹٬۶۹۹      | ۳۶٫۵                             | ۳٬۵۵۳٫۴                                |
| ۱۹۱  | وست ولی سیتی     | یوتا            | ۱۲۹٬۴۸۰      | ۳۵٫۶                             | ۳٬۶۳۷٫۱                                |
| ۱۹۲  | کلمبیا           | کارولینای جنوبی | ۱۲۹٬۲۷۲      | ۱۳۲٫۲                            | ۹۷۷٫۹                                  |
| ۱۹۳  | کایلین           | تگزاس           | ۱۲۷٬۹۲۱      | ۵۳٫۶                             | ۲٬۳۸۶٫۶                                |
| ۱۹۴  | توپیکا           | کانزاس          | ۱۲۷٬۴۷۳      | ۶۰٫۲                             | ۲٬۱۱۷٫۵                                |
| ۱۹۵  | تاوزند اوکس      | کالیفرنیا       | ۱۲۶٬۶۸۳      | ۵۵٫۰                             | ۲٬۳۰۳٫۳                                |
| ۱۹۶  | سدار راپیدز      | آیووا           | ۱۲۶٬۳۲۶      | ۷۰٫۸                             | ۱٬۷۸۴٫۳                                |
| ۱۹۷  | اولیتا           | کانزاس          | ۱۲۵٬۸۷۲      | ۵۹٫۷                             | ۲٬۱۰۸٫۴                                |
| ۱۹۸  | الیزابت          | نیوجرسی         | ۱۲۴٬۹۶۹      | ۱۲٫۳                             | ۱۰٬۱۶۰٫۱                               |
| ۱۹۹  | ویکو             | تگزاس           | ۱۲۴٬۸۰۵      | ۸۹٫۰                             | ۱٬۴۰۲٫۳                                |
| ۲۰۰  | هارتفورد         | کنتیکت          | ۱۲۴٬۷۷۵      | ۱۷٫۴                             | ۷٬۱۷۱٫۰                                |
| ۲۰۱  | ویسالیا          | کالیفرنیا       | ۱۲۴٬۴۴۲      | ۳۶٫۲                             | ۳٬۴۳۷٫۶                                |
| ۲۰۲  | گینزویل          | فلوریدا         | ۱۲۴٬۳۵۴      | ۶۱٫۳                             | ۲٬۰۲۸٫۶                                |
| ۲۰۳  | سیمی ولی         | کالیفرنیا       | ۱۲۴٬۲۳۷      | ۴۱٫۵                             | ۲٬۹۹۳٫۷                                |
| ۲۰۴  | استمفورد         | کنتیکت          | ۱۲۲٬۶۴۳      | ۳۷٫۶                             | ۳٬۲۶۱٫۸                                |
| ۲۰۵  | بلویو            | واشینگتن        | ۱۲۲٬۳۶۳      | ۳۲٫۰                             | ۳٬۸۲۳٫۸                                |
| ۲۰۶  | کنکورد           | کالیفرنیا       | ۱۲۲٬۰۶۷      | ۳۰٫۵                             | ۴٬۰۰۲٫۲                                |
| ۲۰۷  | میرامار          | فلوریدا         | ۱۲۲٬۰۴۱      | ۲۹٫۵                             | ۴٬۱۳۷٫۰                                |
| ۲۰۸  | کورال اسپرینگز   | فلوریدا         | ۱۲۱٬۰۹۶      | ۲۳٫۸                             | ۵٬۰۸۸٫۱                                |
| ۲۰۹  | لافایت           | لوئیزیانا       | ۱۲۰٬۶۲۳      | ۴۹٫۲                             | ۲٬۴۵۱٫۷                                |
| ۲۱۰  | چارلستون         | کارولینای جنوبی | ۱۲۰٬۰۸۳      | ۱۰۹٫۰                            | ۱٬۱۰۱٫۷                                |
| ۲۱۱  | کرولتون          | تگزاس           | ۱۱۹٬۰۹۷      | ۳۶٫۳                             | ۳٬۲۸۰٫۹                                |
| ۲۱۲  | رزویل            | کالیفرنیا       | ۱۱۸٬۷۸۸      | ۳۶٫۲                             | ۳٬۲۸۱٫۴                                |
| ۲۱۳  | سورنتون          | کلرادو          | ۱۱۸٬۷۷۲      | ۳۴٫۸                             | ۳٬۴۱۳٫۰                                |
| ۲۱۴  | بومانت           | تگزاس           | ۱۱۸٬۲۹۶      | ۸۲٫۸                             | ۱٬۴۲۸٫۷                                |
| ۲۱۵  | آلن‌تاون          | پنسیلوانیا      | ۱۱۸٬۰۳۲      | ۱۷٫۵                             | ۶٬۷۴۴٫۷                                |
| ۲۱۶  | سورپرایز         | آریزونا         | ۱۱۷٬۵۱۷      | ۱۰۵٫۷                            | ۱٬۱۱۱٫۸                                |
| ۲۱۷  | اوانزویل         | ایندیانا        | ۱۱۷٬۴۲۹      | ۴۴٫۲                             | ۲٬۶۵۶٫۸                                |
| ۲۱۸  | ابیلین           | تگزاس           | ۱۱۷٬۰۶۳      | ۱۰۶٫۸                            | ۱٬۰۹۶٫۱                                |
| ۲۱۹  | فریسکو           | تگزاس           | ۱۱۶٬۹۸۹      | ۶۱٫۸                             | ۱٬۸۹۳٫۰                                |
| ۲۲۰  | ایندیپندنس       | میزوری          | ۱۱۶٬۸۳۰      | ۷۷٫۶                             | ۱٬۵۰۵٫۵                                |
| ۲۲۱  | سانتا کلارا      | کالیفرنیا       | ۱۱۶٬۴۶۸      | ۱۸٫۴                             | ۶٬۳۲۹٫۸                                |
| ۲۲۲  | اسپرینگفیلد      | ایلینوی         | ۱۱۶٬۲۵۰      | ۵۹٫۵                             | ۱٬۹۵۳٫۸                                |
| ۲۲۳  | والیو            | کالیفرنیا       | ۱۱۵٬۹۴۲      | ۳۰٫۷                             | ۳٬۷۷۶٫۶                                |
| ۲۲۴  | ویکتور ویل       | کالیفرنیا       | ۱۱۵٬۹۰۳      | ۷۳٫۲                             | ۱٬۵۸۳٫۴                                |
| ۲۲۵  | آتن [g]          | جورجیا          | ۱۱۵٬۴۵۲      | ۱۱۶٫۴                            | ۹۹۱٫۹                                  |
| ۲۲۶  | پئوریا           | ایلینوی         | ۱۱۵٬۰۰۷      | ۴۸٫۰                             | ۲٬۳۹۶٫۰                                |
| ۲۲۷  | لنسینگ           | میشیگان         | ۱۱۴٬۲۹۷      | ۳۶٫۰                             | ۳٬۱۷۴٫۹                                |
| ۲۲۸  | ان آربر          | میشیگان         | ۱۱۳٬۹۳۴      | ۲۷٫۸                             | ۴٬۰۹۸٫۳                                |
| ۲۲۹  | ال مونته         | کالیفرنیا       | ۱۱۳٬۴۷۵      | ۹٫۶                              | ۱۱٬۸۲۰٫۳                               |
| ۲۳۰  | دنتون            | تگزاس           | ۱۱۳٬۳۸۳      | ۸۸٫۰                             | ۱٬۲۸۸٫۴                                |
| ۲۳۱  | برکلی            | کالیفرنیا       | ۱۱۲٬۵۸۰      | ۱۰٫۵                             | ۱۰٬۷۲۱٫۹                               |
| ۲۳۲  | پروو             | یوتا            | ۱۱۲٬۴۸۸      | ۴۱٫۷                             | ۲٬۶۹۷٫۶                                |
| ۲۳۳  | دونی             | کالیفرنیا       | ۱۱۱٬۷۷۲      | ۱۲٫۴                             | ۹٬۰۱۳٫۹                                |
| ۲۳۴  | میدلند           | تگزاس           | ۱۱۱٬۱۴۷      | ۷۲٫۱                             | ۱٬۵۴۱٫۶                                |
| ۲۳۵  | نورمن            | اکلاهما         | ۱۱۰٬۹۲۵      | ۱۷۸٫۸                            | ۶۲۰٫۴                                  |
| ۲۳۶  | واتربری          | کنتیکت          | ۱۱۰٬۳۶۶      | ۲۸٫۵                             | ۳٬۸۷۲٫۵                                |
| ۲۳۷  | کوستا مسا        | کالیفرنیا       | ۱۰۹٬۹۶۰      | ۱۵٫۷                             | ۷٬۰۰۳٫۸                                |
| ۲۳۸  | اینگل‌وود         | کالیفرنیا       | ۱۰۹٬۶۷۳      | ۹٫۱                              | ۱۲٬۰۵۲٫۰                               |
| ۲۳۹  | منچستر           | نیوهمپشایر      | ۱۰۹٬۵۶۵      | ۳۳٫۱                             | ۳٬۳۱۰٫۱                                |
| ۲۴۰  | مورفریزبورو      | تنسی            | ۱۰۸٬۷۵۵      | ۵۵٫۳                             | ۱٬۹۶۶٫۶                                |
| ۲۴۱  | کلمبیا           | میزوری          | ۱۰۸٬۵۰۰      | ۶۳٫۱                             | ۱٬۷۱۹٫۵                                |
| ۲۴۲  | الگن             | ایلینوی         | ۱۰۸٬۱۸۸      | ۳۷٫۲                             | ۲٬۹۰۸٫۳                                |
| ۲۴۳  | کلیرواتر         | فلوریدا         | ۱۰۷٬۶۸۵      | ۲۵٫۶                             | ۴٬۲۰۶٫۴                                |
| ۲۴۴  | میامی            | فلوریدا         | ۱۰۷٬۱۶۷      | ۱۸٫۲                             | ۵٬۸۸۸٫۳                                |
| ۲۴۵  | روچستر، مینه‌سوتا | مینه‌سوتا        | ۱۰۶٬۷۶۹      | ۵۴٫۶                             | ۱٬۹۵۵٫۵                                |
| ۲۴۶  | پوابلو           | کلرادو          | ۱۰۶٬۵۹۵      | ۵۳٫۶                             | ۱٬۹۸۸٫۷                                |
| ۲۴۷  | لوول             | ماساچوست        | ۱۰۶٬۵۱۹      | ۱۳٫۶                             | ۷٬۸۳۲٫۳                                |
| ۲۴۸  | ویلمینگتن        | کارولینای شمالی | ۱۰۶٬۴۷۶      | ۵۱٫۵                             | ۲٬۰۶۷٫۵                                |
| ۲۴۹  | آروادا           | کلرادو          | ۱۰۶٬۴۳۳      | ۳۵٫۱                             | ۳٬۰۳۲٫۳                                |
| ۲۵۰  | ونتورا           | کالیفرنیا       | ۱۰۶٬۴۳۳      | ۲۱٫۷                             | ۴٬۹۰۴٫۷                                |
| ۲۵۱  | وستمینستر        | کلرادو          | ۱۰۶٬۱۱۴      | ۳۱٫۶                             | ۳٬۳۵۸٫۰                                |
| ۲۵۲  | وست کووینا       | کالیفرنیا       | ۱۰۶٬۰۹۸      | ۱۶٫۰                             | ۶٬۶۳۱٫۱                                |
| ۲۵۳  | گرشام            | اورگن           | ۱۰۵٬۵۹۴      | ۲۳٫۲                             | ۴٬۵۵۱٫۵                                |
| ۲۵۴  | فارگو            | داکوتای شمالی   | ۱۰۵٬۵۴۹      | ۴۸٫۸                             | ۲٬۱۶۲٫۹                                |
| ۲۵۵  | نورواک           | کالیفرنیا       | ۱۰۵٬۵۴۹      | ۹٫۷                              | ۱۰٬۸۸۱٫۳                               |
| ۲۵۶  | کارلس‌بد          | کالیفرنیا       | ۱۰۵٬۳۲۸      | ۳۷٫۷                             | ۲٬۷۹۳٫۸                                |
| ۲۵۷  | فیرفیلد          | کالیفرنیا       | ۱۰۵٬۳۲۱      | ۳۷٫۴                             | ۲٬۸۱۶٫۱                                |
| ۲۵۸  | کمبریج           | ماساچوست        | ۱۰۵٬۱۶۲      | ۶٫۴                              | ۱۶٬۴۳۱٫۶                               |
| ۲۵۹  | ویچیتا فالز      | تگزاس           | ۱۰۴٬۵۵۳      | ۷۲٫۱                             | ۱٬۴۵۰٫۱                                |
| ۲۶۰  | های پوینت        | کارولینای شمالی | ۱۰۴٬۳۷۱      | ۵۳٫۸                             | ۱٬۹۴۰٫۰                                |
| ۲۶۱  | بیلینگز          | مونتانا         | ۱۰۴٬۱۷۰      | ۴۳٫۴                             | ۲٬۴۰۰٫۲                                |
| ۲۶۲  | گرین‌بی           | ویسکانسین       | ۱۰۴٬۰۵۷      | ۴۵٫۵                             | ۲٬۲۸۷٫۰                                |
| ۲۶۳  | وست جردن         | یوتا            | ۱۰۳٬۷۱۲      | ۳۲٫۵                             | ۳٬۱۹۱٫۱                                |
| ۲۶۴  | ریچموند          | کالیفرنیا       | ۱۰۳٬۷۰۱      | ۳۰٫۱                             | ۳٬۴۴۵٫۲                                |
| ۲۶۵  | موریتا           | کالیفرنیا       | ۱۰۳٬۴۶۶      | ۳۳٫۶                             | ۳٬۰۷۹٫۳                                |
| ۲۶۶  | بربنک            | کالیفرنیا       | ۱۰۳٬۳۴۰      | ۱۷٫۳                             | ۵٬۹۷۳٫۴                                |
| ۲۶۷  | پالم‌بی           | فلوریدا         | ۱۰۳٬۱۹۰      | ۶۵٫۷                             | ۱٬۵۷۰٫۶                                |
| ۲۶۸  | اورت             | واشینگتن        | ۱۰۳٬۰۱۹      | ۳۳٫۴                             | ۳٬۰۸۴٫۴                                |
| ۲۶۹  | فلینت            | میشیگان         | ۱۰۲٬۴۳۴      | ۳۳٫۴                             | ۳٬۰۶۶٫۹                                |
| ۲۷۰  | آنتیوچ           | کالیفرنیا       | ۱۰۲٬۳۷۲      | ۲۸٫۳                             | ۳٬۶۱۷٫۴                                |
| ۲۷۱  | ایری             | پنسیلوانیا      | ۱۰۱٬۷۸۶      | ۱۹٫۱                             | ۵٬۳۲۹٫۱                                |
| ۲۷۲  | ساوت بند         | ایندیانا        | ۱۰۱٬۱۶۸      | ۴۱٫۵                             | ۲٬۴۳۷٫۸                                |
| ۲۷۳  | دیلی سیتی        | کالیفرنیا       | ۱۰۱٬۱۲۳      | ۷٫۷                              | ۱۳٬۱۳۲٫۹                               |
| ۲۷۴  | سنتنیال          | کلرادو          | ۱۰۰٬۳۷۷      | ۲۸٫۷                             | ۳٬۴۹۷٫۵                                |
| ۲۷۵  | تموکولا          | کالیفرنیا       | ۱۰۰٬۰۹۷      | ۳۰٫۲                             | ۳٬۳۱۴٫۵                                |